# Xysticus posti
Xysticus posti är en spindelart som beskrevs av Sauer 1968. Xysticus posti ingår i släktet Xysticus och familjen krabbspindlar. Inga underarter finns listade i Catalogue of Life.